# Wilhelm II. von Retersbeck
Wilhelm II. von Retersbeck († vor dem 8. März 1427) (ab 1410 Wilhelm II. von Schaesberg) ist der Stammvater des niederrheinischen Adelsgeschlechtes von Schaesberg.

## Leben

Wappenschild seit 1510

Wilhelm II. war der Sohn von Wilhelm I. von Retersbeck und Yolenta de Lonchis. Über das Leben von Wilhelm ist wenig bekannt. Es findet sich ein Dokument vom 1. Juni 1406, in dem der Magistrat von Aachen „ihm und einem Ritter Diederich van Berge gestattet, aus dem Laufbrunnen am Fischmarkt Wasser zu leiten“.
Wilhelm hatte noch einen Bruder namens Gerhard und eine Schwester namens Gertrud, verheiratet mit Johann von Schaesberg. Die Ehe seiner Schwester Gertrud blieb ohne Nachfahren. Als sie und ihr Mann Johann von Schaesberg verstorben waren, kam der umfangreiche Schaesbergsche Besitz an Wilhelm II. Um das Jahr 1410 wechselte Wilhelm seinen Namen von Retersbeck in Schaesberg. Ab 1422 siegelte Wilhelm II. von Schaesberg auch mit einer Kombination der Wappen von Schaesberg und Retersbeck. Das Retersbecksche Wappen zeigt rechts ein Hirschgeweih und links erscheinen die von einem Turnierkragen erhöhten drei Kugeln des von Schaesbergschen Wappen.
Wilhelm war verheiratet mit Katharina von Heer, einer Tochter des Maastrichter Schöffen Arnold von Heer. Der Ehe entsprangen zwei Söhne, Wilhelm und Friedrich.
Wilhelm verstarb vor dem 8. März 1427. Unter diesem Datum wurde ein Johann van der Linden als Vormund seines minderjährigen Sohnes Wilhelm III. genannt.